# Шмартно на Похорју
Шмартно на Похорју (словен. Šmartno na Pohorju) је насељено место у општини Словенска Бистрица, Подравска регија, Словенија.

## Историја
До територијалне реорганизације у Словенији било је у саставу старе општине Словенска Бистрица.

## Становништво
У попису становништва из 2011. године, Шмартно на Похорју је имало 173 становника.
| Број становника према пописима | Број становника према пописима | Број становника према пописима |
| ------------------------------ | ------------------------------ | ------------------------------ |
| 1991                           | 2002                           | 2011                           |
| 174                            | 183                            | 173                            |

Напомена: До 1952. исказивано под именом Свети Мартин на Похорју.